# Johannes Aavik
Johannes Aavik (8. prosince (podle juliánského kalendáře 26. listopadu) 1880, Randvere – 18. března 1973, Stockholm) byl estonský jazykovědec, který sehrál významnou roli při modernizaci a vývoji estonského jazyka.

## Život
Narodil se jako syn spisovatele na volné noze. Své středoškolské vzdělání získal na gymnáziu v Kuressaare, kde studoval v letech 1894–1902. Patřil k nejlepším studentům a vynikal v cizích jazycích. Škola mu umožnila studovat němčinu, francouzštinu, latinu a řečtinu. Angličtinu a finštinu studoval samostudiem. Aavik poté vystudoval historii a filologii na Univerzitě v Tartu v letech 1901–1902 a na Nižynské univerzitě v letech 1902–1905. Získal též doktorát z románských jazyků na Univerzitě v Helsinkách v roce 1910. Po škole se stal členem Mladoestónskeho hnutí Noor-Eesti. Odešel na Jaltu, kde vyučoval francouzštinu, ale po čase se vrátil zpět na Saaremaa. Aavik vyučoval v letech 1926 až 1933 francouzštinu a estonštinu na univerzitě v Tartu (v letech 1934–1940) a Kuressaare. Také byl učitelem estonštiny na gymnáziu v Tartu. V roce 1934 byl Ministerstvem školství Estonska jmenován konzultantem a inspektorem škol. Roku 1944 odešel s rodinou do exilu před sovětskou okupací a zbytek života strávil ve Stockholmu, kde roku 1973 zemřel.

## Vývoj estonského jazyka
Johannes Aavik si uvědomil, že estonština, která byla po staletí jazykem poddaných, potřebovala inovovat. Tento proces byl podmíněn vznikem moderního národa. Bylo potřeba standardizovat gramatiku, Ortografii a také vytvořit odbornou terminologii. Aavik byl toho názoru, že jazyk má být univerzální a libozvučný. V roce 1912 začal psát články do literárních časopisů, kde navrhoval, jak estonštinu rozvinout. Byl velkým zastáncem stahování slov z finštiny, například Aare (poklad), hetk (chvíle), julm (krutý), Lause (věta) lvím (rozšířit), Raev (vztek, hněv), siirduma (odložit, odročit), tootma (vyrobit), vallutama (dobít). Na druhé straně ale odmítal vliv němčiny a ruštiny, které nebyly podle Aavika dostatečně libozvučné a vznešené. Mnoho z jeho návrhů bylo uznáno a stalo se součástí estonské slovní zásoby. Od roku 1914 začal s tvořením nových, dobře znějících slov, které nahrazoval za nedobře znějící. Například navrhl slova Relvas (zbraň) namísto sõjariist, roim (zločin) namísto kuritöö, veenma (přesvědčit) namísto uskuma Panem. Obecně se snažil vyhnout fonémům t a s a také preferoval krátká slova před dlouhými. Rovněž upřednostňoval o před u tak, jak je to běžné v jihoestónskych dialektech. Také se pokoušel změnit ü na y podle finské ortografie. Dlouhé a nepraktické označení zkracoval: 1) z věty vytvořil frázi, 2) z fráze sloučeninu, 3) ze sloučeniny derivát a 4) z derivátu kmen slova: Tahta, millel on saba> sabaga Tahta> sabatäht> komeet.
Aavik se snažil modernizovat i gramatiku. Podporoval používání i-plurálu místo t (d)-plurálu (keel místo keeltes), též i i-superlativu namísto běžného superlativu (suurim místo kõige suurem) a -nd místo -nud v aktivním minulém participiu. Navrhl používání skloňovacích afix v ma-infinitivu, ale jen některé z nich se prosadili v běžné řeči. Stejně se pokusil zavést budoucí čas sloves a zájmeno pro ženský rod, ale nezaznamenal úspěch. Měl vždy zhruba stejně přívrženců i odpůrců.
V roce 1919 vydal slovník s 2000 inovovanými slovy. Jeho principy (funkčnost, estetika a národní kvalita) byly shrnuty v díle "Keeleuuenduse äärmised võimalused" (Extrémní perspektiva v jazykové inovaci; Tartu, 1924. Napsaná v letech 1914–1918).
Jazykové inovace postupně začaly upadat po roce 1927, kdy bylo schváleno, že ve školách se má vyučovat již ucelená a standardní estonština tak, jak je popsána v Estonském ortografickém slovníku (1925) a v Estonské gramatice Elmara Muuka (1927).